# Kvannesläktet
Kvannesläktet eller kvannar (Angelica) är ett växtsläkte i familjen flockblommiga växter (Apiaceae). De flesta arterna förekommer på norra halvklotet och på Nya Zeeland. Kvannarna är två- eller fleråriga örter och blir mellan en och två meter höga. Blomflockarna är stora och blommorna är röda, vita eller grönvita.
Kvannesläktets blomflockar har antingen snart avfallande allmänt svepe eller så saknar de helt svepe. Fodrets tänder är knappt märkbara. Kronbladen avlångt lansettlika och spetsade. Delfrukterna är ovala, platta, med upphöjda, vassa åsar och oljegömmen.
De vanligaste arterna i Sverige är strätta (A. sylvestris), som kan bli mer än två meter hög och fjällkvanne (A. archangelica subsp. archangelica), som är en underart till kvanne (A. archangelica).
Samerna använder kvanne för att tillverka det traditionella musikinstrumentet fadno.

## Arter
Släktet Angelica har ett hundratal accepterade arter. För en lista över samtliga arter, se länkar i faktarutan.